# Bistum Dipolog
Das Bistum Dipolog (lat.: Dioecesis Dipologanus) ist eine auf den Philippinen gelegene römisch-katholische Diözese mit Sitz in Dipolog. Es umfasst die Provinz Zamboanga del Norte.

## Geschichte
Papst Paul VI. gründete es mit der Apostolischen Konstitution Quantum prosit am 31. Juli 1967 aus Gebietsabtretungen des Erzbistums Zamboanga, dem es auch als Suffragandiözese unterstellt wurde. Am 24. Januar 1983 wurde es Teil der Kirchenprovinz des Erzbistums Ozamiz.

## Bischöfe von Dipolog
- Felix Sanchez Zafra (31. Juli 1967 – 20. Oktober 1986, dann Bischof von Tagbilaran)
- Jose Ricare Manguiran (27. Mai 1987–25. Juli 2014)
- Severo Caermare (seit 25. Juli 2014)

## Statistik
| Jahr | Bevölkerung | Bevölkerung | Bevölkerung | Priester     | Priester         | Priester       | Priester               | Ständige Diakone | Ordensleute  | Ordensleute      | Pfarreien |
| Jahr | Katholiken  | Einwohner   | %           | Gesamtanzahl | Diözesanpriester | Ordenspriester | Katholiken je Priester | Ständige Diakone | Ordensbrüder | Ordensschwestern | Pfarreien |
| ---- | ----------- | ----------- | ----------- | ------------ | ---------------- | -------------- | ---------------------- | ---------------- | ------------ | ---------------- | --------- |
| 1970 | 341.158     | 386.000     | 88,4        | 20           | 18               | 2              | 17.057                 |                  | 2            | 14               | 15        |
| 1980 | 434.000     | 536.000     | 81,0        | 36           | 30               | 6              | 12.055                 |                  | 12           | 18               | 20        |
| 1990 | 540.000     | 720.000     | 75,0        | 42           | 38               | 4              | 12.857                 |                  | 7            | 18               | 29        |
| 1998 | 900.300     | 990.900     | 90,9        | 55           | 49               | 6              | 16.369                 | 2                | 7            | 14               | 33        |
| 2001 | 793.520     | 991.900     | 80,0        | 51           | 48               | 3              | 15.559                 |                  | 4            | 26               | 33        |
| 2002 | 653.318     | 823.130     | 79,4        | 56           | 53               | 3              | 11.666                 |                  | 10           | 26               | 33        |
| 2003 | 688.100     | 853.875     | 80,6        | 55           | 52               | 3              | 12.510                 | 1                | 10           | 26               | 33        |
| 2004 | 663.000     | 823.130     | 80,5        | 55           | 52               | 3              | 12.054                 | 1                | 10           | 26               | 33        |
| 2006 | 689.000     | 855.000     | 80,6        | 64           | 61               | 3              | 10.765                 | 1                | 15           | 24               | 34        |